# Halofantrine
Halofantrine là một loại thuốc dùng để điều trị sốt rét. Cấu trúc của Halofantrine chứa một phenanthren thay thế, và có liên quan đến thuốc chống sốt rét quinine và lumefantrine. Được bán trên thị trường với tên Halfan, halofantrine không bao giờ được sử dụng để ngăn ngừa bệnh sốt rét và phương thức hành động của nó vẫn chưa được biết, mặc dù một nghiên cứu về tinh thể học cho thấy nó liên kết với hematin trong ống nghiệm, cho thấy một cơ chế hoạt động khả thi. Halofantrine cũng đã được chứng minh là liên kết với plasmpesin, một loại enzyme phân hủy hemoglobin chỉ có ở ký sinh trùng sốt rét.
Halofantrine được phát triển tại SRI International cho Viện nghiên cứu quân đội Walter Reed từ năm 1965 đến năm 1975 bởi một nhóm do nhà hóa học dược phẩm William Colwell lãnh đạo.

## Phản ứng trái ngược
Halofantrine có thể gây đau bụng, tiêu chảy, nôn mửa, phát ban, nhức đầu, ngứa và tăng men gan.
Nó có thể được liên kết với độc tính trên tim. Tác dụng phụ nguy hiểm nhất là rối loạn nhịp tim: halofantrine gây ra QT kéo dài đáng kể, và tác dụng này được nhìn thấy ngay cả ở liều tiêu chuẩn. Do đó, thuốc không nên được dùng cho bệnh nhân bị khiếm khuyết dẫn truyền tim và không nên kết hợp với mefloquine. Một cuộc khảo sát từ năm 2009 cho thấy thuốc an toàn khi được sử dụng đúng cách.

## Phản ứng bất lợi khác
Tiêu thụ bưởi kết hợp với một số loại thuốc có thể gây ra tác dụng phụ nghiêm trọng, thậm chí tử vong. Halofantrine kết hợp với trái cây hoặc nước ép bưởi này rất nguy hiểm. Cơ chế hoạt động là ức chế CYP3A4, cần thiết để chuyển hóa thuốc và loại bỏ nó khỏi cơ thể. Không có CYP3A4, nồng độ thuốc sẽ trở nên độc hại trong cơ thể.

## Dược lý
Cơ chế hoạt động của halofantrine vẫn chưa được biết. Sự hấp thu của halofantrine là thất thường, nhưng được tăng lên khi dùng cùng với thức ăn béo. Do lo ngại độc tính do tăng nồng độ halofantrine trong máu, nên dùng halofantrine khi bụng đói.
Nồng độ huyết tương đạt cực đại lúc 16 giờ và thời gian bán hủy của thuốc là khoảng 4 ngày.

## Công dụng
Halofantrine chỉ được sử dụng để điều trị sốt rét. Nó không được sử dụng để ngăn ngừa bệnh sốt rét (điều trị dự phòng) vì nguy cơ độc tính và hấp thu không đáng tin cậy.

## Liều dùng
Liều người lớn: ba liều 500 mg cách nhau sáu giờ. Halofantrine nên được uống khi bụng đói.

## Thông tin sản xuất và sẵn có
Halfan (GlaxoSmithKline) có sẵn là viên nén 250 mg. Một đợt điều trị đầy đủ (6 viên) trị giá 1,40 đô la Mỹ ở các nước đang phát triển. Halofantrine không có sẵn ở Anh hoặc Mỹ